# دبليو. بي. ماثيوز
دبليو. بي. ماثيوز هو سياسي أمريكي، ولد في 1865، وتوفي في 1931. نشط حزبياً في الحزب الجمهوري.